# Paddy O’Toole
Paddy O’Toole (ur. 15 stycznia 1938, zm. 11 maja 2025) – irlandzki polityk i nauczyciel, działacz partii Fine Gael, senator, deputowany oraz minister.

## Życiorys
Z wykształcenia i zawodu nauczyciel. Zaangażował się w działalność polityczną w ramach Fine Gael. W 1973 bez powodzenia ubiegał się o mandat poselski, po czym w tym samym roku został przez premiera mianowany w skład Seanad Éireann. W kolejnych wyborach w 1977 po raz pierwszy został wybrany w skład Dáil Éireann. Trzykrotnie z powodzeniem ubiegał się o reelekcję (w 1981, lutym 1982 i listopadzie 1982).
Był członkiem rządów Garreta FitzGeralda. W pierwszym z nich od czerwca 1981 do marca 1982 pełnił funkcję ministra spraw Gaeltachtu. W drugim zajmował stanowiska ministra spraw Gaeltachtu (od grudnia 1982 do marca 1987), ministra rybołówstwa i leśnictwa (od grudnia 1982 do lutego 1986), ministra obrony (od lutego 1986 do marca 1987) oraz ministra turystyki, rybołówstwa i leśnictwa (od stycznia do marca 1987). W wyborach w 1987 utracił mandat deputowanego. Został następnie przez premiera ponownie mianowany w skład izby wyższej, w której zasiadał do końca kadencji w tym samym roku. Wycofał się następnie z aktywności politycznej.